# تراویز پرکینز
تراویز پرکینز (به انگلیسی: Travis Perkins) شرکت خرده‌فروشی مصالح ساختمانی و تجهیزات خانه بریتانیایی است، که در سال ۱۹۸۸ با ادغام شرکت تراویز اند آرنولد و شرکت سندل پرکینز تشکیل شد.
دفتر مرکزی شرکت تراویز پرکینز در شهر نورث‌همپتون، بریتانیا قرار دارد و بخشی از سهام آن در بازار بورس لندن معامله می‌شود. این شرکت، اسپانسر اصلی باشگاه راگبی نورث‌همپتون است.